# 第185回国会
第185回国会（だい185かいこっかい）とは、2013年10月15日に召集された臨時国会。会期は12月8日までの55日間。

## 各党・会派の議席数
| 計480、2013年（平成25年）11月14日時点 - 自由民主党 - 293 - 民主党・無所属クラブ - 56 - 日本維新の会 - 53 - 公明党 - 31 - みんなの党 - 17 - 日本共産党 - 8 - 生活の党 - 7 - 社会民主党・市民連合 - 2 - 無所属 - 13 （議長：伊吹文明、副議長：赤松広隆を含む） | 計242、2013年（平成25年）10月14日時点 - 自由民主党 - 114 - 民主党・新緑風会 - 58 - 公明党 - 20 - みんなの党 - 18 - 日本共産党 - 11 - 日本維新の会 - 9 - 社会民主党・護憲連合 - 3 - 新党改革・無所属の会 - 3 - 生活の党 - 2 - 無所属 - 4 （議長：山崎正昭、副議長：輿石東を含む） |

## 主な審議議案

### 衆法（衆議院議員提出法律案）
| 提出回次 | 議案件名                               | 結果 | 成立日  | 備考 |
| -------- | -------------------------------------- | ---- | ------- | ---- |
| 185      | 防災・減災等に資する国土強靱化基本法案 | 成立 | 12月4日 |      |
| 185      | 公職選挙法改正                         | 成立 | 12月4日 |      |
| 185      | アルコール健康障害対策基本法           | 成立 | 12月7日 |      |

### 参法（参議院議員提出法律案）
| 提出回次 | 議案件名                       | 結果 | 備考 |
| -------- | ------------------------------ | ---- | ---- |
| 185      | 中国残留邦人等支援法改正       | 成立 |      |
| 185      | がん登録等の推進に関する法律案 | 成立 |      |

### 閣法（内閣提出法律案）
| 提出回次 | 議案件名                                               | 結果 | 成立日   | 備考                                   |
| -------- | ------------------------------------------------------ | ---- | -------- | -------------------------------------- |
| 183      | 自動車運転死傷行為処罰法                               | 成立 | 11月20日 |                                        |
| 183      | 消費者裁判手続特例法                                   | 成立 | 12月4日  |                                        |
| 185      | 改正電気事業法                                         | 成立 |          |                                        |
| 185      | 海賊多発海域における日本船舶の警備に関する特別措置法案 | 成立 | 11月13日 | 小銃を所持する民間警備員の乗船を認める |
| 185      | 安全保障会議設置法等の一部を改正する法律案             | 成立 |          |                                        |
| 185      | 特定秘密保護法案                                       | 成立 | 12月11日 |                                        |

## 今国会の動き
- 召集前
  - 8月7日 - 第184回国会が閉会。
  - 9月7日 - 2020年夏季オリンピックの開催地が東京に決定。
- 会期中
  - 10月15日 - 召集。開会。
  - 11月13日 - 無許可で北朝鮮を訪問した参議院議員のアントニオ猪木に対する懲罰動議が、参議院本会議で賛成多数で可決。
  - 11月15日 - 衆議院厚生労働委員会で社会保障プログラム法案の採決。
  - 12月6日 - 会期を2日間延長。
  - 12月8日 - 閉会。

## 常任委員長
| 委員長名           | 氏名       | 政党名       |
| ------------------ | ---------- | ------------ |
| 内閣委員長         | 柴山昌彦   | 自由民主党   |
| 総務委員長         | 高木陽介   | 公明党       |
| 法務委員長         | 江崎鉄磨   | 自由民主党   |
| 外務委員長         | 鈴木俊一   | 自由民主党   |
| 財務金融委員長     | 林田彪     | 自由民主党   |
| 文部科学委員長     | 小渕優子   | 自由民主党   |
| 厚生労働委員長     | 後藤茂之   | 自由民主党   |
| 農林水産委員長     | 坂本哲志   | 自由民主党   |
| 経済産業委員長     | 富田茂之   | 公明党       |
| 国土交通委員長     | 梶山弘志   | 自由民主党   |
| 環境委員長         | 伊藤信太郎 | 自由民主党   |
| 安全保障委員長     | 江渡聡徳   | 自由民主党   |
| 国家基本政策委員長 | 山本公一   | 自由民主党   |
| 予算委員長         | 二階俊博   | 自由民主党   |
| 決算行政監視委員長 | 松浪健太   | 日本維新の会 |
| 議院運営委員長     | 逢沢一郎   | 自由民主党   |
| 懲罰委員長         | 高木義明   | 民主党       |

| 委員長名           | 氏名         | 政党名     |
| ------------------ | ------------ | ---------- |
| 内閣委員長         | 山東昭子     | 自由民主党 |
| 総務委員長         | 山本香苗     | 公明党     |
| 法務委員長         | 荒木清寛     | 公明党     |
| 外交防衛委員長     | 末松信介     | 自由民主党 |
| 財政金融委員長     | 塚田一郎     | 自由民主党 |
| 文教科学委員長     | 丸山和也     | 自由民主党 |
| 厚生労働委員長     | 石井みどり   | 自由民主党 |
| 農林水産委員長     | 野村哲郎     | 自由民主党 |
| 経済産業委員長     | 北川イッセイ | 自由民主党 |
| 国土交通委員長     | 藤本祐司     | 民主党     |
| 環境委員長         | 佐藤信秋     | 自由民主党 |
| 国家基本政策委員長 | 長浜博行     | 民主党     |
| 予算委員長         | 山崎力       | 自由民主党 |
| 決算委員長         | 金子原二郎   | 自由民主党 |
| 行政監視委員長     | 江口克彦     | みんなの党 |
| 議院運営委員長     | 岩城光英     | 自由民主党 |
| 懲罰委員長         | 北澤俊美     | 民主党     |